# Göteborgs arbetareförening

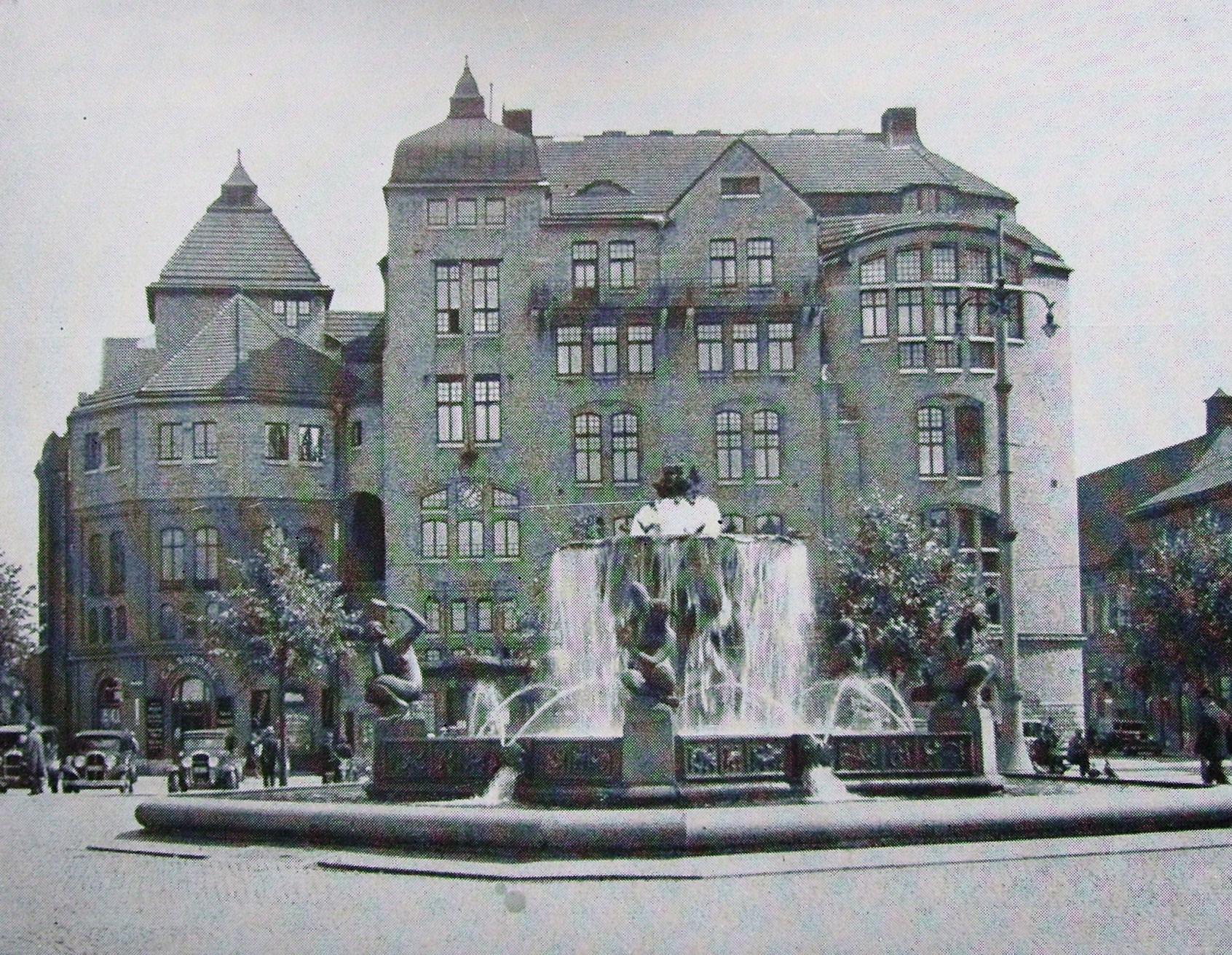
Arbetareföreningens första byggnad till vänster och utbyggnaden till höger. Arkitekt Victor von Gegerfelt och Hans Hedlund (utbyggnaden). Järntorgsbrunnen i fonden.

Göteborgs Arbetareförening bildades den 19 augusti 1866 i Göteborg som en organisation (arbetarförening) för stadens arbetare.
I förberedelsearbetet försökte man få in mer socialistiska inslag i verksamheten. Varvsarbetaren Gottfrid Lindman värvade medlemmar bland arbetarna och uppmuntrade dem att sätta igång egna verkstäder för att vinsten skulle kvarstanna hos arbetarna. Lindman uteslöts senare på grund av oegentligheter. Arbetareföreningen konstituerades med liberalt sinnade styrelseledamöter tog makten. Publicisten Axel Krook blev ordförande.
Arbetareföreningen tog initiativ till bildandet av de första kooperativa butikerna, varav en återfanns i hörnet av Kungsgatan 19 och Magasingatan 18, en annan vid hörnet av Haga Nygatan 18 och Skolgatan 14. Ett par år senare startades tidningen Arbetaren, men arbetarföreningarna godkände den icke varför den sedermera nedlades. 
År 1871 bildade Arbetareföreningen Göteborgs folkbank, flera hjälpkassor startades också. 
Majoriteten av föreningens styrelse var länge borgerlig. År 1910 utbröt exempelvis en debatt om "yttrande och församlingsfrihet" sedan ungsocialister nekats hyra lokal i Arbetareföreningens byggnad. På Göteborgs arbetarekommun antogs därför ett uttalande mot Arbetareföreningens beslut.

## Arbetareföreningens hus

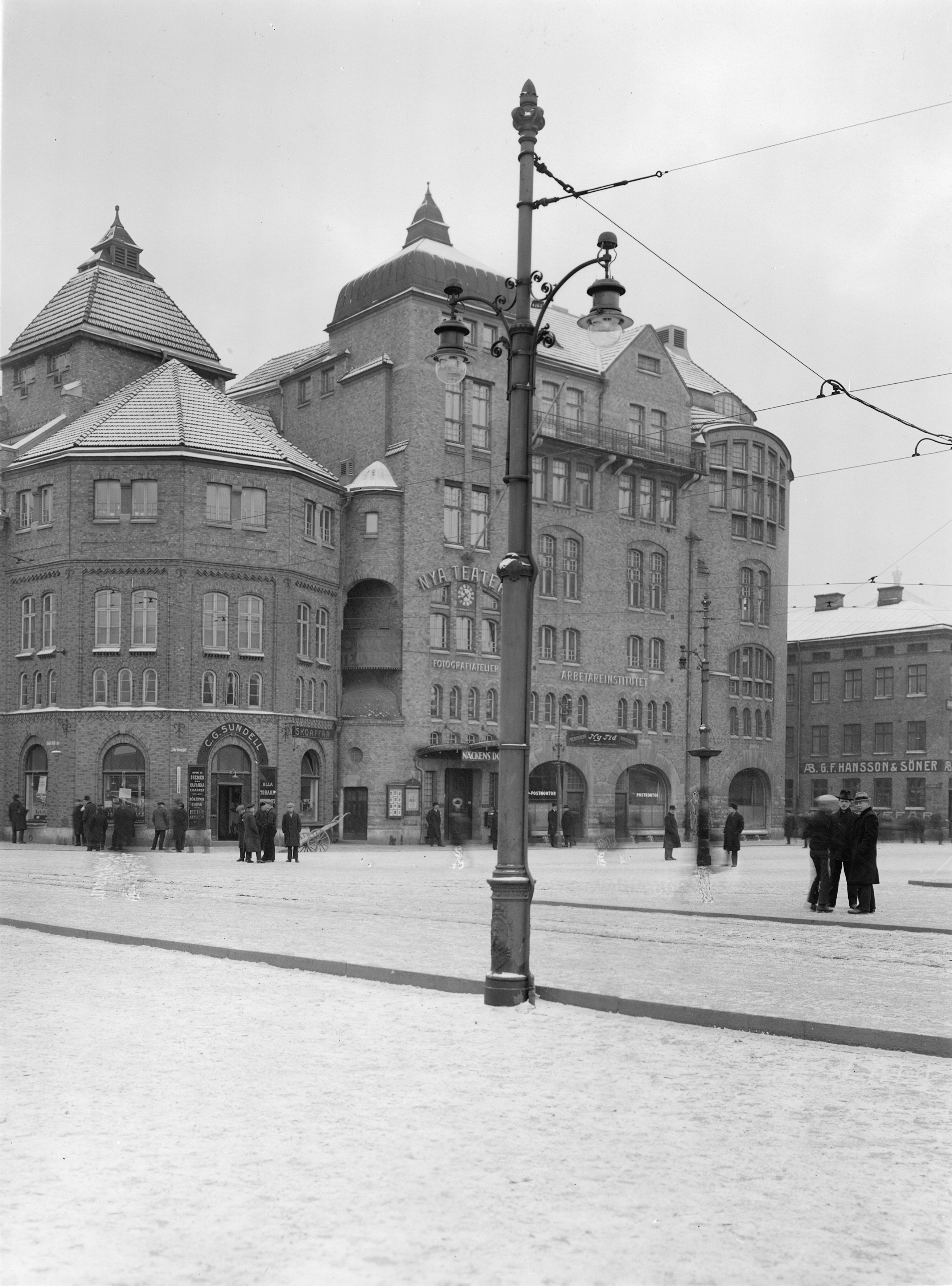
Arbetareföreningens Hus med Nya Teatern och Arbetarinstitutet.

Arbetareföreningens första byggnad uppfördes vid Södra Allégatan  med kortsida mot Järntorgets östra sida efter ritningar av Victor von Gegerfelt och invigdes den 19 augusti 1874. Göteborgs stad upplät hörntomten Järntorget/Södra Allégatan till föreningens planerade byggnad för 25 000 kronor. Byggnaden inrymde från början möteslokal och teater. 1884 tillkom en basarbyggnad mot Järntorget. Från 1908 fungerade byggnaden som Folkets hus. Huset byggdes ut 1909 med en fasadlänga mot Järntorget till sitt slutliga utförande enligt ritningar av Hans Hedlund (invigdes 26 september),, vilket även gav lokaler till Arbetareinstitutet, tidningen Ny Tid och senare Nya Teatern. Således omfattade byggnaden hela kvarteret mot Mellangatan och Haga Östergata. År 1946 såldes fastigheten till Tryckeri AB Framåt. I slutet av 1940-talet flyttades Folkets hus till torgets norra sida. Byggnaden revs 1955 för att ge plats åt tidningen Ny Tids lokaler.

## Ordförande i Göteborgs arbetareförening
- redaktör Axel Krook, 1866–1870
- professor Eduard von Schoultz, 1871–1872
- redaktör Axel Krook, 1873–1876
- smeden C.F. Samuelsson, 1877–1878
- läroverksadjunkten Johan Alfred Hallgren, 1879–1882
- skollärare August Törngren, 1883–1988
- redaktör Henrik Hedlund, 1889–1917
- redaktör[a] A.C. Lindblad, 1918
- Ny Tids faktor C.S. Dahlgren, 1919–1922
- redaktör[a] A.C. Lindblad, 1923–1937
- ombudsman Sven Söderberg, 1938–1944
- G.A.V. Dahlin, 1945–1948
- Hilding Pettersson, 1948–1971
- Folke Björkman, 1972–1984
- Gösta Gustafsson, 1985–1994
- Ulla Gustafsson, 1994–2004
- Marianne Carlström, 2004–

Fotnot: Herman Lindholm var anställd som kamrer i Arbetareföreningen mellan 1908 och 1950.